# Model ’92
Model '92 war eine Castingshow. 

## Ablauf
Die Partner von Model '92 waren neben der von Holm Dressler und Thomas Gottschalk produzierten RTL-Late-Night-Show Gottschalk Late Night, die Frauenzeitschrift Petra und die New Yorker Repräsentanz der Pariser Modelagentur Metropolitan Models. Initiator und Koordinator war Christian Seidel. Bei Model '92 hatten sich rund 25.000 junge Frauen und Mädchen beworben. Vorcastings wurden in deutschen Großstädten für eine Vorauswahl veranstaltet.
Von den ausgewählten letzten 44 Kandidatinnen wurden im Alpamare in Bad Tölz und in den Spa-Bereichen der Hotels Bachmair am Tegernsee und Arabella-Hochhaus in München Videoclips gedreht. Regisseur war Holm Dressler. Den Fernsehzuschauern wurden zu den Clips Vor- und Nachname, Alter, Körpergröße und -maße sowie Telefonnummern zum Abstimmen eingeblendet.
In der Fernsehsendung siegte im April 1992 die Bergisch Gladbacherin Heidi Klum. Sie gewann einen Arbeitsvertrag im Wert von 300.000 US-Dollar als Model bei der Modelagentur Metropolitan Models in New York. Dies bedeutete, dass ihr dieser Betrag innerhalb einer Laufzeit von drei Jahren als Garantieeinnahme für ihre Arbeit als Model zugesichert wurde.

## Teilnehmerinnen

### Endabstimmung
- Caroline Duss
- Sheba Dorsey
- Heidi Klum[10]

### Plätze 4–6
- Patricia Welz
- Sophie Rosentreter
- Iris-Vivien Scharf[10]

### Weitere Kandidatinnen im Telefon-Voting
- Beatrice Carr
- Nicole Blickle
- Julia Ostertag
- Sandra Ambroz
- Christina-Dana Revnic
- Tanja Maric
- Janet Siwik
- Helen Schäfer
- Ruth Zieger
- Christiane Schuba
- Tamara Rispoli
- Sylvia Häusler
- Eva-Maria Vollmer
- Nicole Schlüter
- Stefanie Winter
- Diana Hennig
- Andrea Knau
- Tanja Helling
- Kerstin Schraudolf
- Sabrina Manthey
- Claudia Kliebe
- Martina Göbel
- Yvonne Hoffmann
- Veronika Hornung
- Tamara Pitzer
- Nicola Sander
- Kirsten Krogmann
- Beatrice Wanka
- Karoline Kipfmüller
- Ines Meyer
- Natascha Maerz
- Alexandra Beck
- Dagmar-Christine Robertz
- Sabine Müller

In einer Vorabstimmung am 15. April 1992 gewann Heidi Klum gegen Tamara Rispoli und Claudia Kliebe.